# Campionati mondiali di sollevamento pesi 2021 - 55 kg femminile
Le gare di sollevamento pesi della categoria fino a 55 kg femminile — pesi piuma — dei campionati mondiali del 2021 si sono svolte il 9 dicembre 2021 a Tashkent presso l'Uzbekistan Sport Complex.

## Programma
L'orario indicato corrisponde a quello uzbeko (UTC+05:00)
| Data            | Orario | Evento   |
| --------------- | ------ | -------- |
| 9 dicembre 2021 | 13:00  | Gruppo B |
| 9 dicembre 2021 | 16:00  | Gruppo A |

## Medagliate
Per ciascun esercizio, le prime tre classificate sono le seguenti:
| Esercizio | Oro              | Oro    | Argento           | Argento | Bronzo            | Bronzo |
| --------- | ---------------- | ------ | ----------------- | ------- | ----------------- | ------ |
| Strappo   | Ghofrane Belkhir | 92 kg  | Svitlana Samuljak | 91 kg   | Adijat Olarinoye  | 90 kg  |
| Slancio   | Bindyarani Devi  | 114 kg | Ham Eun-ji        | 114 kg  | Adijat Olarinoye  | 113 kg |
| Totale    | Ghofrane Belkhir | 203 kg | Adijat Olarinoye  | 203 kg  | Svitlana Samuljak | 201 kg |

## Record
Prima di questa competizione, i record mondiali esistenti erano i seguenti:
| Record mondiale | Strappo | Li Yajun    | 102 kg | Aşgabat, Turkmenistan | 3 novembre 2018   |
| Record mondiale | Slancio | Liao Qiuyun | 129 kg | Pattaya, Thailandia   | 20 settembre 2019 |
| Record mondiale | Totale  | Liao Qiuyun | 227 kg | Pattaya, Thailandia   | 20 settembre 2019 |

## Risultati
| Pos. | Atleta                        | Gr. | Peso atleta | Strappo (kg) | Strappo (kg) | Strappo (kg) | Strappo (kg) | Slancio (kg) | Slancio (kg) | Slancio (kg) | Slancio (kg) | Totale |
| Pos. | Atleta                        | Gr. | Peso atleta | 1            | 2            | 3            | Pos.         | 1            | 2            | 3            | Pos.         | Totale |
| ---- | ----------------------------- | --- | ----------- | ------------ | ------------ | ------------ | ------------ | ------------ | ------------ | ------------ | ------------ | ------ |
|      | Ghofrane Belkhir (TUN)        | A   | 54.90       | 90           | 92           | —            |              | 111          | 111          | 115          | 4            | 203    |
|      | Adijat Olarinoye (NGR)        | A   | 54.20       | 88           | 90           | 90           |              | 110          | 113          | 115          |              | 203    |
|      | Svitlana Samuliak (UKR)       | A   | 55.00       | 88           | 90           | 91           |              | 105          | 108          | 110          | 5            | 201    |
| 4    | Bindyarani Devi (IND)         | B   | 54.60       | 78           | 82           | 84           | 9            | 108          | 112          | 114          |              | 198    |
| 5    | Fraer Morrow (GBR)            | A   | 54.30       | 82           | 85           | 88           | 5            | 106          | 109          | 111          | 6            | 194    |
| 6    | Ham Eun-ji (KOR)              | A   | 54.90       | 80           | 85           | 85           | 16           | 109          | 113          | 114          |              | 194    |
| 7    | Garance Rigaud (FRA)          | A   | 54.70       | 82           | 85           | 88           | 6            | 102          | 102          | 105          | 9            | 193    |
| 8    | Svetlana Eršova (RWF)         | A   | 54.70       | 85           | 88           | 88           | 8            | 105          | 110          | 110          | 8            | 190    |
| 9    | Jennifer Hernández (ECU)      | B   | 54.60       | 80           | 83           | 85           | 7            | 103          | 106          | 106          | 10           | 188    |
| 10   | Juliana Klarisa (INA)         | A   | 55.00       | 80           | 83           | 85           | 11           | 105          | 108          | 108          | 7            | 188    |
| 11   | Olha Ivzhenko (UKR)           | A   | 54.60       | 81           | 83           | 86           | 12           | 100          | 103          | 105          | 11           | 186    |
| 12   | Scheila Meister (SUI)         | B   | 54.70       | 79           | 81           | 83           | 10           | 99           | 101          | 104          | 14           | 184    |
| 13   | Atenery Hernández (ESP)       | B   | 54.70       | 82           | 82           | 82           | 14           | 102          | 104          | 104          | 12           | 184    |
| 14   | Katrine Bruhn (DEN)           | B   | 54.70       | 74           | 79           | 82           | 13           | 97           | 101          | 104          | 13           | 183    |
| 15   | Jamila Panfilova (UZB)        | A   | 54.90       | 82           | 86           | 86           | 15           | 98           | 101          | 101          | 15           | 180    |
| 16   | Tenishia Thornton (MLT)       | B   | 54.60       | 71           | 73           | 75           | 17           | 86           | 89           | 92           | 18           | 162    |
| 17   | Sandra Jensen (DEN)           | B   | 54.80       | 72           | 75           | 76           | 18           | 86           | 86           | 90           | 17           | 162    |
| 18   | Chamari Warnakulasuriya (SRI) | B   | 54.60       | 70           | 70           | 73           | 20           | 85           | 90           | 95           | 16           | 160    |
| 19   | Sky Norris (JAM)              | B   | 53.30       | 70           | 73           | 73           | 19           | 83           | 86           | 88           | 19           | 156    |
| 20   | Sandra Owusu (GHA)            | B   | 54.30       | 63           | 66           | 72           | 21           | 75           | 77           | 77           | 21           | 143    |
| 21   | Srity Akhter (BAN)            | B   | 53.60       | 62           | 65           | 65           | 22           | 75           | 78           | 83           | 20           | 143    |
| 22   | Caroline Wangechi (KEN)       | B   | 54.70       | 50           | 55           | 55           | 23           | 60           | 65           | 70           | 22           | 115    |
| —    | Evagjelia Veli (ALB)          | A   | 54.80       | 86           | 89           | 91           | 4            | 105          | 105          | —            | —            | —      |